# Antilles britanniques
1783–1958
Entités précédentes :
- Amérique britannique

Entités suivantes :
- Fédération des Indes occidentales
- Territoire britannique d'outre-mer

Les Antilles britanniques (en anglais : British West Indies ou BWI) sont les territoires coloniaux de la mer des Caraïbes ou à leur proximité à l’ouest de l’océan Atlantique Nord ayant été anciennement assez longtemps sous domination du Royaume-Uni pour que la langue anglaise soit aujourd’hui la langue principale. À la suite de l'indépendance de la plupart de ces territoires, le terme Caraïbes du Commonwealth est maintenant utilisé.
Les Antilles britanniques sont les iles et les colonies continentales qui se situent au milieu de la mer des Caraïbes. Elles faisaient partie de l'empire britannique. En 1912, les Antilles britanniques se divisent en 8 colonies : Bahamas, Barbade, Guyane britannique, Honduras britannique, Jamaïque (avec sa dépendance des îles Turques et Caïques et des îles Caïmans), Trinité-et-Tobago, les îles-du-Vent et les îles sous le Vent. Le territoire le plus peuplé était le Jamaïque.
Entre 1958 et 1962, tous les territoires insulaires, à l'exception des iles Vierges britanniques, Les Bahamas, la Guyane britannique et le Honduras britanniques, ont organisé la Fédération des indes Occidentales. On espérait que la Fédération obtiendrait son indépendance autant qu'une nation unique, mais la Fédération des Antilles fut dissoute à cause des pouvoirs limités, de nombreux problèmes pratiques et un manque de soutien populaire.
Le toponyme « Antilles britanniques » est progressivement tombé en obsolescence au XXe siècle, sous réserve de l'indépendance nationale de la grande majorité des îles et territoires. Aujourd’hui, la plupart d’entre eux, y compris les plus grands, sont des pays juridiquement indépendants, bien qu’entretenant des relations politiques et commerciales étroites avec le Royaume-Uni. Ces pays appartiennent à de nombreux forums internationaux tels que l'Organisation des États américains, l'Association des États de la Caraïbe, l'Organisation mondiale du commerce, les Nations unies, la Communauté des Caraïbes, le Commonwealth des Nations et la Banque de développement des Caraïbes, entre autres. Le reste (les plus petits) sont des territoires britanniques d'outre-mer.

## Géographie
Les territoires concernés font partie des grandes et petites Antilles, à l'exception du Belize et du Guyana qui sont situés sur la partie continentale de l'Amérique et des Bermudes qui sont en Atlantique Nord.
Les territoires qui initialement faisaient partie des Antilles britanniques sont (date d'indépendance, le cas échéant, entre parenthèses) :
- Les Bahamas (1973)
- Belize (Anciennement Honduras britannique) (1981)
- Bermudes (Territoire britannique d'outre-mer)
- Îles-sous-le-Vent britanniques
- Anguilla (Territoire britannique d'outre-mer)
- Antigua-et-Barbuda (1981)
- Îles Vierges britanniques (Territoire britannique d'outre-mer)
- Dominique (1978)
- Montserrat (Territoire britannique d'outre-mer)
- Saint-Kitts-et-Nevis (1983)
- Îles-du-Vent britanniques
- Barbade (1966)
- Grenade (1974)
- Sainte-Lucie (1979)
- Saint-Vincent-et-les Grenadines (1979)
- Îles Caïmans (Territoire britannique d'outre-mer)
- Guyana (Ancienne Guyane britannique) (1966)
- Jamaïque (Anciennement colonie de la Jamaïque) (1962)
- Trinité-et-Tobago (1962)
- Îles Turques et Caïques (Territoire britannique d'outre-mer)
- Îles de la Baie (Cédées au Honduras en 1861)

## Histoire
Les « Îles Sous-le-Vent » sont découvertes par Christophe Colomb en 1493 et les « Îles du Vent  » par Alonso de Ojeda en 1499. Après un début de colonisation par les Espagnols, les îles sont conquises au XVIIe siècle par la Compagnie néerlandaise des Indes occidentales.
Îles Sous-le-Vent
Le gouverneur général William Stapleton a créé la première fédération des Antilles britanniques en 1674. Il a établi une Assemblée générale des îles sous le vent à Saint-Christophe. Pendant son mandat, la Fédération  fut active entre 1674 et 1685, et l'Assemblée générale se réunissait régulièrement jusqu'en 1711.
Au XVIIIe siècle, chaque île avait sa propre assemblée en établissant ses propres lois tout en continuant à partager un gouverneur et un procureur général. Bien qu'impopulaire, la Fédération Stapleton n'a jamais été dissoute mais simplement remplacée par d'autres accords.
Entre 1816 et 1833, les îles sous le Vent furent divisées en deux groupes : Montserrat, Niévès, Saint-Christophe,et  Anguilla, chacun avec son propre gouverneur. En 1833, toutes les îles sous le vent se sont réunies et la Dominique fut ajoutée, faisant partie du groupe jusqu'en 1940.
En 1869, le gouverneur Benjamin Pino a mis en place une fédération regroupant Antigua-Barbuda, la Dominique, Montserrat, Niévès, Saint-Christophe, Anguilla et les îles Vierges britanniques.Niévès et Saint-Christophe se sont opposés au partage de ses fonds publics avec Antigua et Montserrat, qui étaient en faillite. Le gouverneur Pino a déclaré que le Bureau colonial avait échoué en raison de « préjugés locaux et d'intérêts personnels ». Son seul succès fut de donner aux Leewards un seul gouverneur. Cependant, toutes les lois et ordonnances devaient être approuvées par chaque conseil insulaire.
En 1871, le gouvernement britannique adopta la Loi sur les îles-Sous-le-Vent dans laquelle toutes les îles étaient dirigées par un seul gouverneur et un ensemble de lois. La colonie fédérale est composée de toutes les îles organisées sous la précédente tentative du gouverneur Pine .Chaque île s'appelait « Présidence » sous la direction de son propre administrateur ou commissaire. Comme les regroupements précédents, cette fédération fut impopulaire mais perdura jusqu'en 1956. Au cours de cette année, la Fédération des Antilles fut organisée.
Îles de Barlavento( îles du Vent)
les îles du Vent sont devenues une union formelle en l'an 1833. En 1838, Trinidad (acquise en 1802) et Sainte-Lucie (acquise en 1814) furent transférées à la colonie des îles du Vent sans avoir leur propre assemblée. Deux ans plus tard , Trinidad a abandonné la colonie ce qui s'en déduit en l'impopularité des îles du Vent .La Barbade souhaitait conserver son identité distincte et ses anciennes institutions, et les autres colonies ne voulaient pas s'y allier( une association pour se défendre contre la menace d'invasion française  pendant les guerres napoléoniennes était nécessaire jusqu'en 1815).Les iles indépendantes ont résisté aux tentatives britanniques qui essayaient de promouvoir une union plus avoisinante. La Barbade, en particulier, s'est battue pour conserver sa propre Assemblée.
De 1885 à 1958, la colonie des îles du Vent comprenait Grenade et les Grenadines, Saint-Vincent et Sainte-Lucie. Île à Trinité-et-Tobago forme une union avec Trinidad en 1889. De 1940 a 1958, la Dominique rejoint les îles du Vent .Après 1885, la colonie des îles du Vent était placée sous l'autorité d'un gouverneur général de Grenade . En 1958, la colonie des îles du Vent a été rompue lorsque chaque île a décidé de rejoindre la nouvelle Fédération des Antilles autant qu'entité autonome.
Jamaïque et autres dépendances
Les îles Turques et Caïques et les îles Caïmans sont regroupées en Jamaïque pour des raisons de commodité ou du a des facteurs  historiques et/ou géographiques. Le Belize (fondé par des bûcherons) était entouré de colonies espagnoles hostiles et suscitait la protection offerte par l'armée et la marine jamaïcaine. A cause colons anglais migrants du Jamaïque et des colons venant directement d'Angleterre, la population a augmenté à la fin du XVIIe et au début du XVIIIe siècle; Depuis 1742, le Honduras britannique était une dépendance directement sous le gouverneur de la Jamaïque. En 1749, les gouverneurs de la Jamaïque désignent les gérants du Honduras britannique. En 1862, le Honduras britannique devint une colonie de la Couronne ; placé sous le gouverneur de la Jamaïque avec son propre lieutenant-gouverneur. En 1884, elle rompit finalement tous ses liens administratifs avec la Jamaïque, tout comme les îles Caïmans et les îles Turques et Caïques. En 1638, Les îles de la Baie étaient sous la gouvernance des Britanniques, et devinrent en 1852 une colonie de la Couronne britannique ; mais en 1861, ils furent cédés au Honduras, par le biais du traité Wyke-Cruz.
Fédération des Antilles
La Fédération des Antilles était une fédération éphémère qui existait du 3 janvier 1958 au 31 mai 1962. Elle se composait de plusieurs colonies caribéennes du Royaume-Uni. Le but de la Fédération était de créer un ensemble politique qui deviendrait indépendant de la Grande-Bretagne en tant qu'état centralisé; peut-être similaire à la Fédération australienne ou à la Confédération canadienne. Mais la Fédération s’est effondrée en raison des tensions politiques internes avant de pouvoir progresser.

## Colonisation britannique
En 1783, les colonies britanniques étaient les suivantes : 
- Îles-sous-le-Vent britanniques
- Îles-du-Vent britanniques
- Côte des Mosquitos
- Trinité-et-Tobago
- Barbade
- Jamaïque
- Bahamas
- Bermudes
- Honduras britannique
- îles Vierges britanniques
- Guyane britannique

## Situation actuelle
Certains de ces territoires sont aujourd'hui encore des territoires britanniques d'outre-mer dépendances autonomes du Royaume-Uni, et au niveau européen des Pays et territoires d’outre-mer (PTOM). D'autres sont devenus indépendants. La plupart adhèrent au Commonwealth, et reconnaissent le souverain de la Couronne britannique comme leur chef d’État, à l'exception de ceux qui sont aujourd'hui des Républiques.
| Territoires britanniques d'outre-mer | Nota |
| ------------------------------------ | --- |
| Anguilla                             | |
| Bermudes                             | Les Bermudes ne sont parfois pas considérées comme faisant partie des Caraïbes en raison de leur situation géographique. La nation insulaire est située dans l'océan Atlantique Nord, et non dans la mer des Caraïbes. |
| Îles Vierges britanniques            | |
| Îles Caïmans                         | |
| Montserrat                           | |
| Îles Turques-et-Caïques              | |

| Zone                             | Anciennes colonies devenues indépendantes            | Anciennes colonies devenues indépendantes                                                         |
| -------------------------------- | ---------------------------------------------------- | ------------------------------------------------------------------------------------------------- |
| Caraïbes du Nord                 | - Bahamas                                            | - Bahamas                                                                                         |
| Grandes Antilles                 | - Jamaïque                                           | - Jamaïque                                                                                        |
| Petites Antilles                 | - Antigua-et-Barbuda - Barbade - Dominique - Grenade | - Saint-Christophe-et-Niévès - Sainte-Lucie - Saint-Vincent-et-les-Grenadines - Trinité-et-Tobago |
| Côtes Est de l’Amérique centrale | - Belize                                             |                                                                                                   |
| Côtes Nord de l’Amérique du Sud  | - Guyana                                             | - Guyana                                                                                          |